# Eddy Grant
Edmond Montague (Eddy) Grant (Plaisance (Guyana), 5 maart 1948) is een Brits zanger en producent. In de jaren tachtig scoorde hij enkele grote internationale hits.

## Levensloop

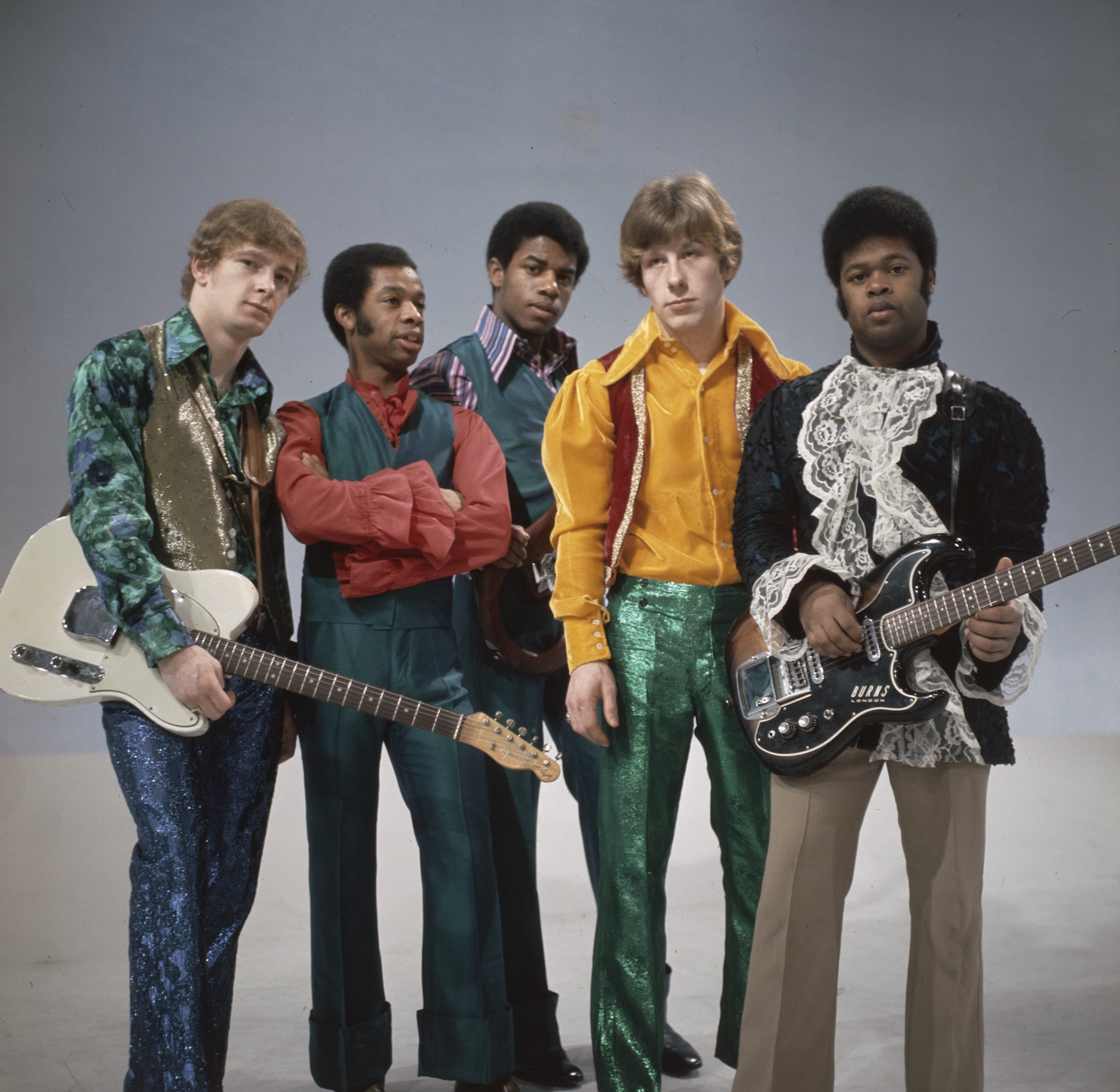
Eddy Grant (midden) met The Equals (1968)

Grant verhuisde in 1960 met zijn familie van Guyana naar Londen. Daar richtte hij in 1965 de band The Equals op, de eerste multiraciale groep die enige erkenning kreeg in Engeland. Hun eerste single flopte ondanks veel radio-aandacht, maar eind jaren zestig scoorde de groep een eerste hit met Baby, Come Back, dat in negen landen de top 10 wist te halen.
In 1970 richtte hij zijn eigen productiemaatschappij op, Torpedo. Niet veel later, in 1971, kreeg hij op 23-jarige leeftijd een hartaanval en een ingeklapte long als gevolg van zijn overvolle agenda. Eddy Grant verliet daarop the Equals en verkocht Torpedo. De volgende jaren hield hij zich vooral bezig met het produceren van werk van andere artiesten. In 1977 kwam hij met een nieuw album, Message Man. Een veel terugkomend thema in deze tijd was discriminatie en de woede die dat opriep.
In 1979 kwam hij met een volgend soloalbum, Walking on sunshine. De single Living on the frontline werd een hit (vooral in het club-circuit), maar het album zelf flopte. Dit gebeurde ook met de volgende lp, Love in Exile. In 1981 wist Grant met de lp Can't get enough in de albumhitlijst te komen. Van het album Killer on the rampage, dat in 1982 uitkwam, kwam de succesvolle single I don't wanna dance. Kort daarop scoorde hij een top 10-hit in onder meer Nederland, Engeland en de Verenigde Staten met Electric Avenue.
Halverwege de jaren 80 bracht Grant nog verschillende singles uit die kleine hitjes werden of flopten. Grant scoorde nog eenmaal een wereldhit in 1988 met het nummer Gimme Hope Jo'anna, over de apartheid in Zuid-Afrika waarbij met Jo'anna de stad Johannesburg wordt bedoeld als verkleinwoord en symbolisch gebruikt voor de regering die er zetelde.Dit nummer werd in Nederland een nummer 1-hit in zowel de Nederlandse Top 40 als de Nationale Hitparade Top 100.
Grant woonde inmiddels sinds 1982 in Barbados. Hij werkte daar voornamelijk aan het helpen van nieuwe talenten. Na Gimme hope Jo'anna wijdde Grant zich vrijwel volledig aan het begeleiden van nieuwe sterren. Een van de groepen die zijn studio gebruikte was de Britse groep Happy Mondays. Die poogden in 1992 om hun album Yes, Please! op te nemen in zijn studio. De bandleden verkochten echter zijn inboedel om drugs van te kopen.

## Discografie

### Albums
| Album met eventuele hitnotering(en) in de Nederlandse Album Top 100 | Datum van verschijnen | Datum van binnenkomst | Hoogste positie | Aantal weken | Opmerkingen   |
| ------------------------------------------------------------------- | --------------------- | --------------------- | --------------- | ------------ | ------------- |
| Can't get enough                                                    | 1981                  |                       |                 |              |               |
| Killer on the rampage                                               | 1983                  | 08-01-1983            | 29              | 10           |               |
| File under 'rock'                                                   | 1988                  | 07-05-1988            | 32              | 7            |               |
| The greatest hits                                                   | 1999                  | 29-05-1999            | 59              | 4            | Verzamelalbum |

### Singles
| Single met eventuele hitnotering(en) in de Nederlandse Top 40 | Datum van verschijnen | Datum van binnenkomst | Hoogste positie | Aantal weken | Opmerkingen                                                                             |
| ------------------------------------------------------------- | --------------------- | --------------------- | --------------- | ------------ | --------------------------------------------------------------------------------------- |
| My turn to love you                                           | 1980                  | 25-10-1980            | 15              | 8            |                                                                                         |
| Do you feel my love?                                          | 1980                  | 20-12-1980            | 12              | 7            | Veronica Alarmschijf Hilversum 3 / #8 in de Nationale Hitparade / #11 in de TROS Top 50 |
| I don't wanna dance                                           | 1982                  | 20-11-1982            | 2               | 8            | #2 in de Nationale Hitparade / #2 in de TROS Top 50                                     |
| Electric avenue                                               | 1983                  | 05-02-1983            | 8               | 7            | Veronica Alarmschijf Hilversum 3/ #8 in de Nationale Hitparade / #7 in de TROS Top 50   |
| Gimme Hope Jo'anna                                            | 1988                  | 26-03-1988            | 1(5wk)          | 12           | Veronica Alarmschijf Radio 3 / #1 in de Nationale Hitparade Top 100                     |
| Electric avenue (Ringbang Remix)                              | 2001                  | 30-06-2001            | 22              | 4            | #31 in de Mega Top 100                                                                  |

### NPO Radio 2 Top 2000
| Nummers met noteringen in de NPO Radio 2 Top 2000 | '99  | '00  | '01  |
| ------------------------------------------------- | ---- | ---- | ---- |
| Gimme Hope Jo'anna                                | 1604 | 1602 | 1768 |
| I don't wanna dance                               | 1972 | -    | -    |

1. ↑  Een '-' betekent dat het nummer niet was genoteerd en een vetgedrukt getal geeft de hoogste notering van een nummer aan.
2. ↑  Deze tabel is bijgewerkt tot en met de laatste editie (2024).

- Biblioteca Nacional de España: XX957535
- Bibliothèque nationale de France: cb13894667q (data)
- Gemeinsame Normdatei: 13438959X
- International Standard Name Identifier: 0000 0001 1450 7118
- Library of Congress Control Number: n92021272
- MusicBrainz: 0cf0583a-fcfd-4f07-b573-95273ec4bdb5
- Nationale Bibliotheek van Tsjechië: xx0062945
- Nationale Bibliotheek van Israël: 987007404966605171
- Nederlandse Thesaurus van Auteursnamen: 073616265
- Système universitaire de documentation: 160773121
- Virtual International Authority File: 85707262
- WorldCat: E39PBJp6cdyCW3k6pGdPWcWFKd